# ورزش در کره جنوبی

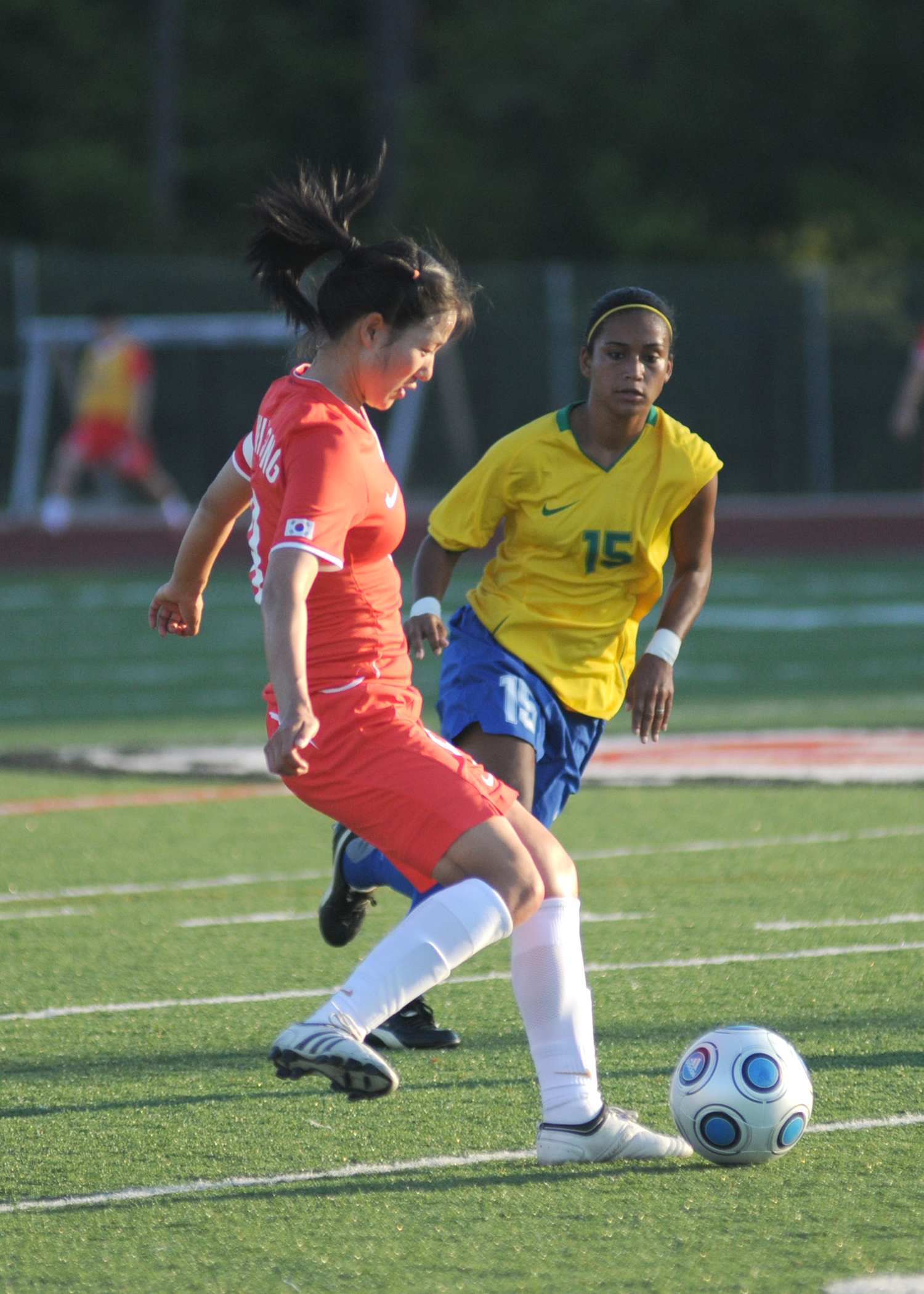
دختر اهل کره جنوبی در حال بازی فوتبال

ورزش در کره جنوبی شامل دو بخش می‌باشد. ورزش‌های بومی و محلی و ورزش‌هایی که ریشه آن در فرهنگ غرب می‌باشد.

## بیسبال
بیس بال در سال ۱۹۰۵ توسط آمریکایی‌ها به این کشور معرفی شد. لیگ بیس بال حرفه ای کره ، یک لیگ ۱۰ تیمی است که در سال ۱۹۸۲ تأسیس شد. کره در المپیک تابستانی ۲۰۰۸ مدال طلا را در بیس بال بدست آورد . کره همچنین در مسابقات جهانی بیس بال کلاسیک به طور منظم شرکت می‌کند و یکی از بهترین کشورهای بیس بال در رقابت‌های بین‌المللی محسوب می‌شود. چندین بازیکن کره ای در لیگ برتر بیس بال بازی‌های خود را ادامه داده‌اند . لیگ داخلی KBO لیگ به طور مداوم ۸ میلیون هوادار در سال جذب می‌کند ، میانگین ۱۱٫۵۰۰ تماشاگر در هر بازی ، هر دو بالاترین در بین ورزش‌های تماشاگر حرفه ای کره جنوبی.  همچنین در کره جنوبی فرهنگ تشویقی بیس بال وجود دارد که هر تیم روش تشویق مخصوص خود را دارد.

## فوتبال

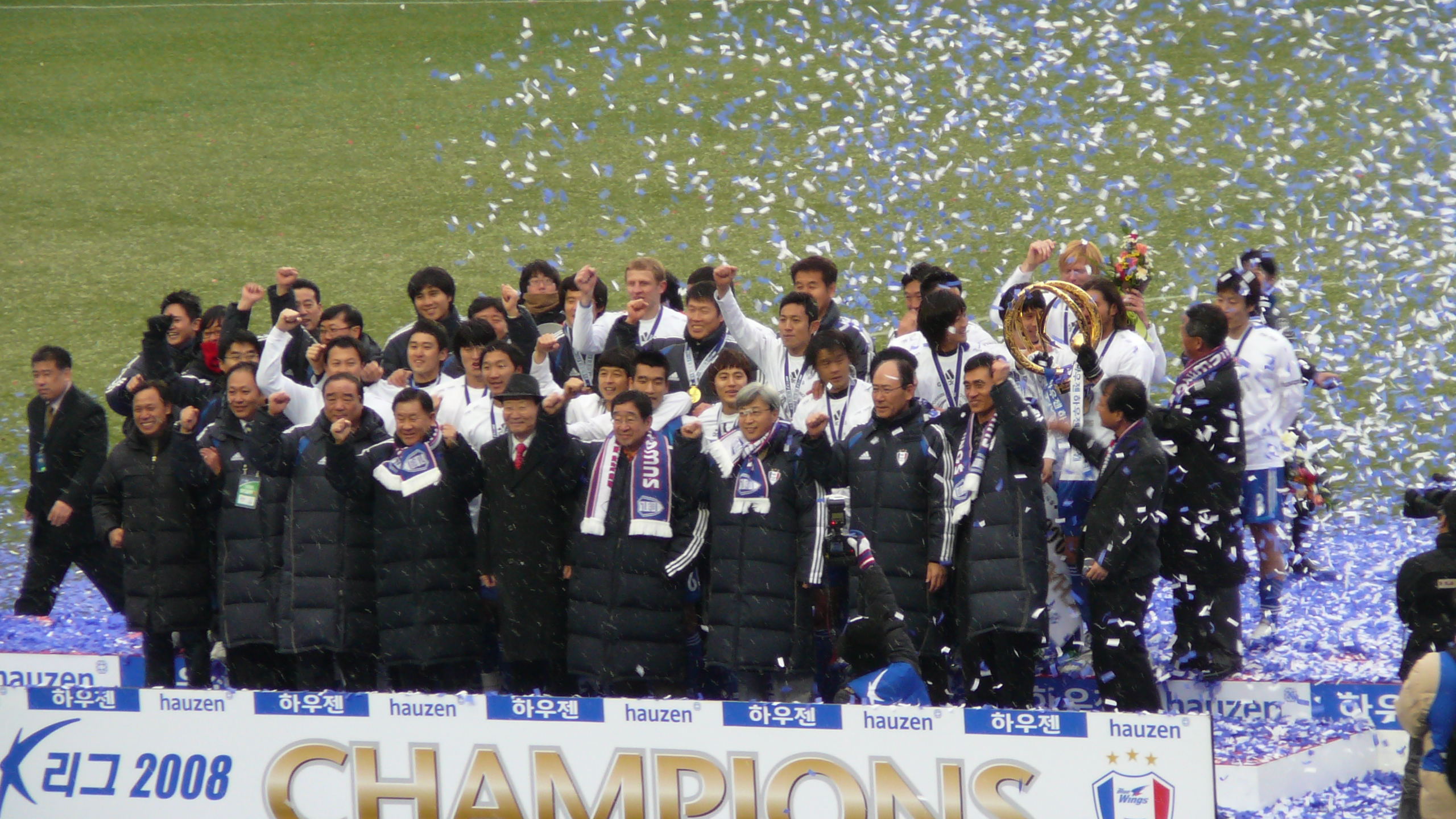
قهرمانی تیم سوون سامسونگ در لیگ فوتبال کره جنوبی در سال ۲۰۰۸.

تیم ملی فوتبال به اولین تیم کنفدراسیون فوتبال آسیا تبدیل شد که به مرحله نیمه نهایی جام جهانی فیفا در جام جهانی ۲۰۰۲ رسید. این جام به میزبانی مشترک کره جنوبی و ژاپن انجام شد.  تیم ملی کره جنوبی از زمان جام جهانی مکزیک ۱۹۸۶ در هر جام جهانی به مرحله گروهی صعود کرده‌است و دو بار از مرحله گروهی موفق به صعود شده‌است که اولین بار در سال ۲۰۰۲ و بار دیگر در سال ۲۰۱۰ بود که در مرحله اول حذفی از تیم اروگوئه شکست خورد. در المپیک تابستانی ۲۰۱۲ کره جنوبی مدال برنز فوتبال را به دست آورد.

## بسکتبال
ورزش دیگری که در کره جنوبی محبوبیت زیادی کسب می‌کند ، بسکتبال است . تیم‌های بسکتبال حرفه ای در لیگ بسکتبال کره به رقابت می‌پردازند. تیم ملی بسکتبال کره جنوبی در مسابقات بسکتبال آسیا با رکورد ۲۵ مدال به دست آورد . تنها بازیکن NBA کره ای تا به امروزها سئونگ جین است که در سال ۲۰۰۴-۰۶ بازی کرده‌است. بسکتبال محبوب‌ترین ورزش کره جنوبی در دهه ۱۹۹۰ همراه با بیس بال بود ، اما محبوبیت آن از دهه ۲۰۰۰ رو به کاهش است.

## والیبال
والیبال در کره جنوبی بسیار محبوب است و V-League یک لیگ حرفه ای با تیم‌های آقایان و بانوان است.

## تیر و کمان
کره جنوبی با داشتن بیشترین مدال در المپیک و مسابقات بین‌المللی ، در سطح بین‌المللی در ورزش تیر و کمان می‌باشد.

## تکواندو
تکواندو محبوب‌ترین ورزش رزمی در کشور کره است.

## گلف
گلف در کره جنوبی بسیار محبوب است. حق عضویت در باشگاه‌های گلف در کره جنوبی نسبت به ژاپن یا ایالات متحده بسیار گران تر است. کره جنوبی به ویژه در گلف بانوان قوی است.

## هندبال
تیم ملی هندبال بانوان کره جنوبی یکی از دو کشور غیر اروپایی است که موفق به کسب قهرمانی در جهان و تنها کشور دیگری که طلای المپیک را به دست آورده‌است .

## کبدی
کبدی یک ورزش رو به رشد در کره جنوبی است و تیم ملی کبدی کره جنوبی در رده سوم جهان قرار دارد. نه بازیکن کره ای به عنوان لژیونر در لیگ حرفه ای کبدی هند بازی می‌کنند.

## پینگ پونگ
تنیس روی میز در کره جنوبی محبوب است. در بسیاری از دانشگاه‌ها لیگ‌های جزئی وجود دارد.

## موتورسواری
کره جنوبی از سال ۲۰۱۰ تا ۲۰۱۳ میزبان مسابقات بزرگ سالانه فرمول یک کره جنوبی در یونگام بود.